# Juan Cabré Aguilo
Pour les articles homonymes, voir Cabré et Aguilo.
Juan Cabré Aguilo, né à Calaceite le 2 août 1882 et mort à Madrid le 2 août 1947, est un archéologue espagnol.

## Biographie
Il étudie à Tortosa et à Saragosse puis poursuit sa formation à Madrid grâce à une bourse de la Députation Provinciale de Teruel. Parallèlement, il est aussi étudiant à l'Académie royale des beaux-arts de San Fernando et réalise quelques travaux pour le musée du Prado. 
Son inclination pour le dessin et, plus tard, pour l'archéologie, semble avoir été influencée par le collectionneur Sebastián Monserrat de Saragosse, qui lui a fait découvrir sa collection de pièces de la culture ibérique. En 1903, il découvre le site archéologique de Calapatá. Dès 1907, il publie son premier travail archéologique dans le Bulletin de l'Académie royale des lettres de Barcelone sur les fouilles de la colonie ibérique de San Antonio de Calaceite. Il est ensuite nommé membre correspondant de l'Académie royale d'histoire et chargé de préparer le catalogue monumental de l'Espagne, plus précisément celui de la province de Teruel.
Ses études ont été poursuivies grâce à l'une des bourses que le Conseil des études supérieures lui a accordées pour visiter la France, l'Allemagne, l'Autriche, l'Italie et la Suisse.
Cabré commence ses recherches sur la culture ibérique dans le sud de la péninsule en 1917, mais se tourne rapidement vers les villages de culture celtique du centre de l'Espagne avec les fouilles de Las Cogotas, Castro de los Castillejos (Sanchorreja) et Castro de la Mesa de Miranda, tous situés dans la province d'Ávila.
À partir de 1927, il incorpore à son équipe sa fille, Encarnación Cabré, première archéologue espagnole, avec laquelle il signe plusieurs de ses ouvrages.
Il est célèbre pour son étude d'importants échantillons d'art rupestre, datés entre l'Aurignacien et le Magdalénien, à l'intérieur de la grotte de Los Casares (Riba de Saelices) et la découverte de la grotte de la Hoz (Santa María del Espino) également avec des peintures et des gravures préhistoriques, toutes deux dans la province de Guadalajara en 1934. 
Après la guerre civile, il est démis de ses fonctions de directeur du Musée Cerralbo, bien qu'en 1940 il soit nommé directeur de la section de Préhistoire de l'Institut d'art et d'archéologie Diego de Velázquez. En juillet 1942, il obtient, sur concours, le poste de formateur de la section Préhistoire et Antiquité du Musée archéologique national, poste qu'il occupe jusqu'à sa mort le 2 août 1947.
La municipalité de Calaceite lui a dédié un musée, le Musée Juan-Cabré.